# David Sitek
David Andrew Sitek (ur. 6 września 1972) – amerykański gitarzysta i producent muzyczny, znany najbardziej jako członek zespołu TV on the Radio. Współpracował także z takimi zespołami jak Yeah Yeah Yeahs, Liars, Foals oraz Celebration. Jako producent, produkował remiksy w stylu free jazz takich zespołów jak Beck czy Nine Inch Nails a także nagrał utwór solowy na płytę charytatywną wydaną przez organizację Red Hot Organization zbierającą funduszę na walkę z AIDS. Sitek mieszka w Los Angeles, Kalifornia.
Sitek wyprodukował album Anywhere I Lay My Head dla aktorki Scarlett Johansson, wydany w maju 2008. Był także producentem debiutanckiego albumu Antidotes zespołu Foals oraz wielu innych.
W styczniu 2011 poinformowano, że Sitek postanowił dołączyć do zespołu Jane’s Addiction, stając się członkiem creative team zespołu oraz grając na gitarze basowej na nowej płycie zespołu.

## Dyskografia
Dorobek producencki
- TV on the Radio – OK Calculator (2000)
- Yeah Yeah Yeahs – Yeah Yeah Yeahs (2002)
- Love Life – Here Is Night, Brothers, Here the Birds Burn (2002)
- Yeah Yeah Yeahs – Fever to Tell (2003)
- TV on the Radio – Desperate Youth, Blood Thirsty Babes (2004)
- Liars – They Were Wrong, So We Drowned (2004)
- Celebration – Celebration (2005)
- TV on the Radio – Return to Cookie Mountain (2006)
- Yeah Yeah Yeahs – Show Your Bones (2006)
- The OhSees – The Cool Death of Island Raiders (2006)
- Dragons of Zynth – Coronation Thieves (2007)
- Celebration – The Modern Tribe (2007)
- Foals – Antidotes (2008)
- Scarlett Johansson – Anywhere I Lay My Head (2008)
- Aleks and the Drummer - May A Lightning Bolt Caress You! (2008)
- TV on the Radio – Dear Science (2008)
- Telepathe – Dance Mother (2009)
- Iran – Dissolver (2009)
- Yeah Yeah Yeahs – It’s Blitz! (2009)
- Pink Noise – What Will Happen If Someone Finds Out? (2009)
- Wale – Attention Deficit (2009)
- Holly Miranda - The Magician's Private Library (2010)
- Daniel Higgs - Say God (2010)

Albumy solowe
- Maximum Balloon (2010)

Single
- If You Return z udziałem Little Dragon (2010)
- Groove Me z udziałem Theophilus London (2010)
- Tiger z udziałem Aku (2010)

Gościnnie
- MF Doom - Gazzilion Ear (Jneiro Jarel feat Dave Sitek Remix) (2009)